# Templo da Liberdade
Templo de Júpiter Libertador (em latim: Aedes Iovis Libertatis), conhecido também como Templo da Liberdade, era um antigo templo romano situado no monte Aventino, em Roma, e dedicado à liberdade. Sua localização exata é desconhecida e não restou nenhum vestígio de sua existência, mas se supõe que ele ficava perto do Templo de Juno Regina e da basílica de Santa Sabina.

## História
O Templo da Liberdade foi construído pelos edis Tibério Semprônio Graco e Caio Fundânio Fúndulo em 246 a.C. e foi inaugurado em 13 de abril (idos de abril) do mesmo ano. Os recursos vieram de uma multa cobrada de Cláudia, filha do célebre Ápio Cláudio Cego.
Durante a Segunda Guerra Púnica, depois da Batalha de Benevento (214 a.C.), Tibério Semprônio Graco, filho do edil Tibério, deu o sinal aos seus soldados vitoriosos para que seguissem com o comboio de suprimentos (impedimenta) para Benevento, onde foram acolhidos em festa pela população. Em todas as casas foi preparado um banquete para os romanos, incluindo os escravos voluntários (volones), que participaram usando um píleo ou uma faixa de lã branca na cabeça. O espetáculo agradou tanto Graco que, assim que ele retornou a Roma, ele mandou pintar uma imagem daquele dia dia no Templo da Liberdade. Nesta pintura, os escravos receberam a libertas ("liberdade") depois de terem combatido vitoriosamente por Roma.
O culto à liberdade começou em Roma neste templo. Mais tarde, surgiram outros exemplos: logo depois foi construído o Átrio da Liberdade e, na década de 60, Clódio dedicou um templo com a estátua da Liberdade no Palatino, no local onde ficava a casa de Cícero, que ele mandou demolir depois de aprovar a lei que o exilou.
O Templo da Liberdade foi restaurado por Augusto e foi rededicado no dia primeiro de setembro.
Sexto Pompeu Festo cita este templo simplesmente como "Libertatis templum", o que gerou dúvidas sobre se efetivamente este templo e o Templo de Júpiter Liberdade de fato eram o mesmo templo.